# Guido delle Colonne

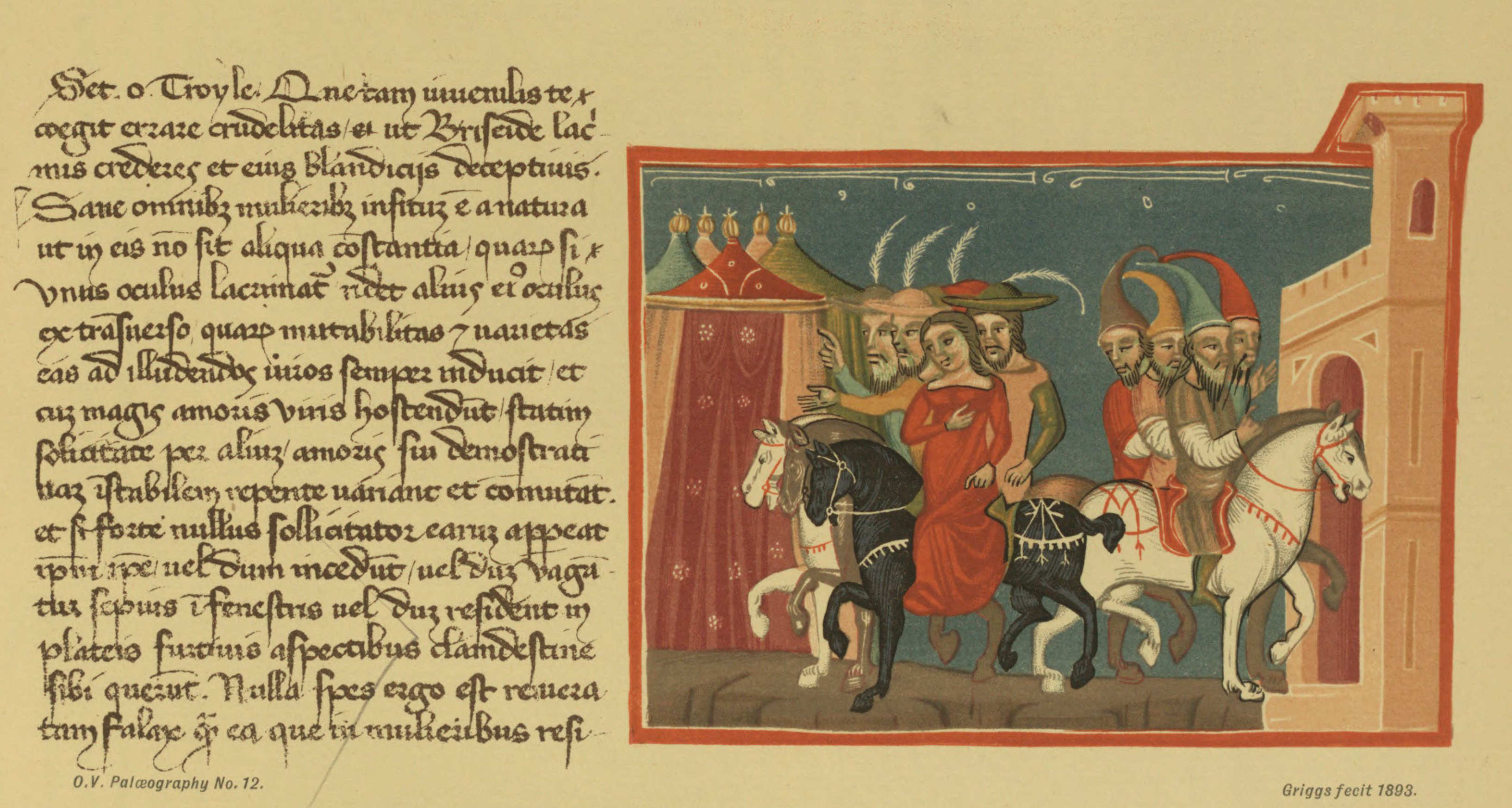
Iluminacja z dzieła "Historia destructionis Troiae"

Guido delle Colonne (łac. Guido de Columnis) (ur. ok. 1210, zm. po 1287) – trzynastowieczny pisarz i poeta, tworzący w języku łacińskim. Był Sycylijczykiem, mieszkającym w Messynie. Autor napisanej prozą opowieści o wojnie trojańskiej Historia destructionis Troiae (Opowieść o zniszczeniu Troi, około 1287), będącej przeróbką francuskiego Le Roman de Troie. 
O Guidonie wspomina Dante Alighieri w dziele De vulgari eloquentia. 